# بايرون يورك
بايرون يورك (بالإنجليزية: Byron York)‏ هو صحفي أمريكي، ولد في 1958.

## وصلات خارجية
- بايرون يورك على موقع IMDb (الإنجليزية)
- بايرون يورك على موقع إن إن دي بي (الإنجليزية)